# Deutsche Gesellschaft für Orthopädie und Unfallchirurgie
Die Deutsche Gesellschaft für Orthopädie und Unfallchirurgie (DGOU) mit Sitz in Berlin ist eine medizinisch-wissenschaftliche Fachgesellschaft mit rund 10.200 Mitgliedern. Seit April 2018 ist die DGOU Mitglied in der AWMF (Arbeitsgemeinschaft der Wissenschaftlichen Medizinischen Fachgesellschaften).

## Aufgaben
Als Vereinsverband bündelt die DGOU die Ziele und Aufgaben ihrer beiden Trägervereine, der Deutschen Gesellschaft für Orthopädie und Orthopädische Chirurgie (DGOOC) und der Deutschen Gesellschaft für Unfallchirurgie (DGU). Damit vertritt sie die Interessen des Faches Orthopädie und Unfallchirurgie im Bereich der Forschung, Lehre, Fort- und Weiterbildung, Klinik und Praxis sowie im ordnungspolitischen Rahmen der Gesundheitspolitik.
Die Aufgabe der Gesellschaft besteht laut Satzung darin, „[…] die übergeordneten und gemeinsamen medizinisch-wissenschaftlichen und interdisziplinären Belange des Faches „Orthopädie und Unfallchirurgie“ in Forschung […] praktischer Anwendung zu fördern […]“ (Satzung, §2).

### Wissenschaft und Forschung
Die DGOU fördert die Forschung im Fach, stellt Plattformen und Netzwerke für den Austausch von Forschern und Wissenschaftlern bereit und kommuniziert die neuesten wissenschaftlichen Erkenntnisse, etwa durch die Fachzeitschrift „Orthopädie und Unfallchirurgie – Mitteilungen und Nachrichten“ sowie beim „Deutschen Kongress für Orthopädie und Unfallchirurgie“ (DKOU), der einmal jährlich in Berlin stattfindet.

### Fort- und Weiterbildung
Die DGOU fördert die Aus-, Weiter- und Fortbildung im Fach Orthopädie und Unfallchirurgie mit einem jährlich stattfindenden Kongress, mit der Unterstützung von Studien- und Forschungsaktivitäten sowie mit eigenen Bildungsangeboten.
Als spezielle Interessenvertretung junger Orthopäden und Unfallchirurgen hat sich das Junge Forum der DGOU gebildet. Das Netzwerk bietet Informationen und Beratung in Bezug auf klinische, wissenschaftliche und didaktische Aspekte der Weiterbildung und hat es sich zum Ziel gesetzt, die Weiterbildung im Sinne der kurrikulären Ausbildung zu optimieren.
Zu den Fort- und Weiterbildungsangeboten gehören unter anderem die Facharztvorbereitung, die Summer School der DGOU, der Tag der Studierenden auf dem DKOU, die Roadshow O & U sowie eine große Anzahl an Kursen, die von den jeweiligen Sektionen angeboten werden.

### Öffentlichkeitsarbeit
Seit 2011 führt die DGOU regelmäßig das Präventionsprogramm P.A.R.T.Y. („Prevent Alcohol and Risk related Trauma in Youth“) durch, bei dem Jugendliche und junge Erwachsene einen Tag lang eine Unfallklinik besuchen und dort die Versorgung von Schwerverletzten gezeigt und erklärt bekommen, auch mit Mitarbeitern und Unfallopfern sprechen und erfahren, was riskantes Verhalten ist und dass riskantes Verhalten das Unfallrisiko deutlich erhöht. Sie sollen weiterhin erlernen, wie sie in kritischen Situationen kluge Entscheidungen treffen und riskantes Verhalten vermeiden können.

## Preise und Stipendien
Besondere wissenschaftliche Leistungen zeichnet die DGOU – teilweise in Kooperation mit Partnerorganisationen – mit Preisen aus. Zudem schreibt die DGOU jährlich diverse Stipendien aus, darunter Reise- und Kongress-Stipendien. Besonders hoch dotiert mit 10.000 Euro ist das Stipendium „Qualität und Sicherheit in der Endoprothetik“. Die meisten Preise und Stipendien werden einmal jährlich im Rahmen des Deutschen Kongresses für Orthopädie und Unfallchirurgie (DKOU) in Berlin verliehen.

### Forschungspreise
- Grundlagenforschungspreis[10]
- Deutscher Journalistenpreis[11]
- Preis zur Förderung der Rehabilitationsforschung[12]
- Versorgungsforschungspreis[13]
- Preis für evidenzbasierte Medizin[14]

## Veröffentlichungen
- Mitgliederzeitschrift „Orthopädie und Unfallchirurgie – Mitteilungen und Nachrichten“ (OUMN)
- Der Unfallchirurg
- Der Orthopäde
- Weißbuch Forschung in Orthopädie und Unfallchirurgie (PDF)

## Organisation

### Struktur, Aufbau und Organe
Die 2008 gegründete Deutsche Gesellschaft für Orthopädie und Unfallchirurgie ist ein gemeinnütziger Verein. Ihre Geschäftsstelle befindet sich im Tiergarten-Tower in Berlin.
Die DGOU wählt den überwiegenden Teil ihres Gesamtvorstands über ihre jährlich stattfindende Mitgliederversammlung, die auch über Haushaltsfragen und Satzungsänderungen entscheidet. Vertreten wird die DGOU durch den Geschäftsführenden Vorstand, Präsidialrat, Ständigen Beirat, Nichtständigen Beirat und Fachbeirat. Alle Aspekte der Geschäftsführung werden gemäß der Satzung und der Geschäftsordnung des Präsidiums geregelt.
Das operationale Geschäft obliegt dem Geschäftsführenden Vorstand.

### Gremien
Derzeit hat die DGOU mehr als 10.600 Mitglieder (Stand: Juli 2019). Um wissenschaftliche Fragen zu lösen und Empfehlungen zu erarbeiten, ist die praktische Arbeit der DGOU in Gremien eingeteilt. Dazu gehören Sektionen, Arbeitsgemeinschaften und Ausschüsse. Dabei arbeitet die DGOU mit Gremien der DGU und der DGOOC zusammen.
Zu den Themen gehören unter anderem: Arthroskopie, Bildgebende Verfahren, Endoprothetik, Fußchirurgie, Handchirurgie, Kinderorthopädie, Medizinische Rehabilitation, Osteosynthese, Paraplegie, Rehabilitation und Physikalische Therapie, Rheumaorthopädie, Schmerztherapie, Sporttraumatologie, Schulter- und Ellenbogengelenk, Wirbelsäule.

### Mitglieder
Wissenschaftler und Ärzte, die „sich praktisch oder wissenschaftlich mit Inhalten des Faches Orthopädie und Unfallchirurgie beschäftigen oder berufliches Interesse für diese haben“ (Satzung, §3), können ordentliche Mitglieder der Gesellschaft werden. Die Mitglieder der DGOOC und der DGU sind gleichzeitig Mitglieder der DGOU (Doppelmitgliedschaft). Die Gesellschaft hat derzeit ca. 10.500 Mitglieder (Stand: Januar 2022).

## Geschichte
Die Gründung erfolgte am 8. Juli 2008 im Langenbeck-Virchow-Haus in Berlin durch die Vorstände der Deutschen Gesellschaft für Orthopädie und Orthopädische Chirurgie (DGOOC) und der Deutschen Gesellschaft für Unfallchirurgie (DGU). Vorausgegangen war eine Annäherung der beiden Fachgesellschaften seit Mitte der neunziger Jahre und die Entwicklung einer gemeinsamen Weiterbildungsordnung zum Facharzt für Orthopädie und Unfallchirurgie, die ab 2003 in allen deutschen Landesärztekammern eingeführt wurde.
Zum ersten Präsidenten wurde der damalige Präsident der DGOOC Joachim Grifka aus Regensburg gewählt, sein Stellvertreter wurde der amtierende Präsident der DGU Axel Ekkernkamp aus Greifswald/Berlin. Die jährlichen Mitgliederversammlungen finden zeitgleich mit dem Deutschen Kongress für Orthopädie und Unfallchirurgie im Oktober in Berlin statt.
Bisherige Präsidenten:
| Jahr    | Präsident                   | Vizepräsident               |
| ------- | --------------------------- | --------------------------- |
| 2008    | Joachim Grifka (DGOOC)      | Axel Ekkernkamp (DGU)       |
| 2009    | Hans Zwipp (DGU)            | Klaus-Peter Günther (DGOOC) |
| 2010    | Daniel Frank (DGOOC)        | Norbert Südkamp (DGU)       |
| 2011    | Tim Pohlemann (DGU)         | Dieter Kohn (DGOOC)         |
| 2012    | Wolfram Mittelmeier (DGOOC) | Christoph Josten (DGU)      |
| 2013    | Reinhard Hoffmann (DGU)     | Bernd Kladny (DGOOC)        |
| 2014    | Henning Windhagen (DGOOC)   | Bertil Bouillon (DGU)       |
| 2015    | Michael Nerlich (DGU)       | Rüdiger Krauspe (DGOOC)     |
| 2016    | Heiko Reichel (DGOOC)       | Florian Gebhard (DGU)       |
| 2017    | Ingo Marzi (DGU)            | Andrea Meurer (DGOOC)       |
| 2018    | Werner Siebert (DGOOC)      | Joachim Windolf (DGU)       |
| 2019    | Paul A. Grützner (DGU)      | Carsten Perka (DGOOC)       |
| 2020–21 | Dieter C. Wirtz (DGOOC)     | Michael J. Raschke (DGU)    |
| 2022    | Benedikt Friemert (DGU)     | Andreas Halder (DGOOC)      |
| 2023    | Maximilian Rudert (DGOOC)   | Steffen Ruchholtz (DGU)     |
| 2024    | Andreas Seekamp (DGU)       | Markus Scheibel (DGOOC)     |
| 2025    | Christoph Lohmann (DGOOC)   | Ulrich Stöckle (DGU)        |

Aus Gründen des Proporzes zwischen Orthopäden und Unfallchirurgen wechselt das Amt des Präsidenten jährlich zwischen dem Präsidenten der DGU und dem der DGOOC.

## Netzwerk und Kooperationen
Die DGOU kooperiert national und international mit vielen Partnern und arbeitet multiprofessionell mit anderen Disziplinen zusammen.